# Коньки (приток Нечкинки)
Коньки — река в России, протекает по территории Завьяловского и Сарапульского районов Удмуртии. Устье реки находится в 18 км по правому берегу реки Нечкинка. Длина реки составляет 14 км.
На её берегах расположены деревни Коньки, Заря.

## Данные водного реестра
По данным государственного водного реестра России относится к Камскому бассейновому округу, водохозяйственный участок реки — Кама от Воткинского гидроузла до Нижнекамского гидроузла, без рек Буй (от истока до Кармановского гидроузла), Иж, Ик и Белая, речной подбассейн реки — бассейны притоков Камы до впадения Белой. Речной бассейн реки — Кама.
Код объекта в государственном водном реестре — 10010101412111100015755.